# Автопед
Автопед — ранняя разновидность мотосамоката, которая производилась с 1915 по 1921 год компанией Autoped Company, располагавшейся на Лонг-Айленде в Нью-Йорке. В Европе выпуск аналогичной модели освоила немецкая компания Krupp, которая производила её с 1919 по 1922 год.

## Описание

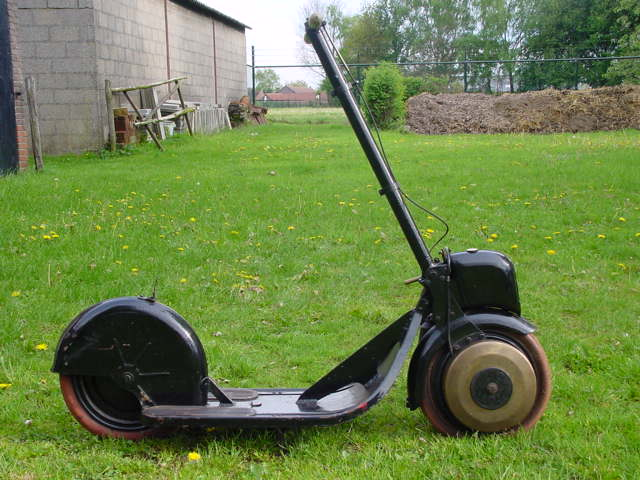
Автопед Ever Ready 1919 года

Водитель автопеда стоял на платформе, снабжённой колёсами с 15-дюймовыми шинами, и для управления использовал только рукоятки руля и колонку рулевого управления. Чтобы сжать сцепление и поехать, он должен был толкать колонку вперёд, рычаг газа находился на рукоятке руля, а для торможения нужно было потянуть колонку на себя. После поездки колонку можно было сложить и наклонить к платформе для облегчения переноски или хранения автопеда.
Мотор автопеда был с воздушным охлаждением, четырёхтактный двигатель объёмом 155 см³ располагался над передним колесом. Спереди и сзади на автопеде имелись фары, а также клаксон и ящик с инструментами. Учитывая, что автопед был разработан в военные годы, когда горючее было в дефиците, автопед был довольно эффективным; широкого распространения он, однако, не получил.
Автопед развивал скорость до 40 км/ч (по другим данным, до 30 км/ч).
Существовала также модель электрического автопеда, также с мотором на переднем колесе.

## История
Заявка на патент на автопед как «самодвижущееся средство» была подана в июле 1913 года, сам патент был выдан в июле 1916 года. Согласно одному из ранних описаний, колонка управления автопеда была полой и служила как топливный бак, однако в действительности топливный бак находился над передним грязеотражателем.
Стоил автопед 100 долларов.
В США автопедами пользовались, в числе прочих, почтальоны, что нашло отражение на некоторых выпущенных марках. С другой стороны, члены уличных банд могли использовать их для того, чтобы быстрее скрываться от полиции. Популярность автопедов укрепили известные лица, включая актера Хамфри Богарта 

## Отзывы
Московская газета «Раннее утро» в выпуске от 7 марта (23 февраля) 1916 года сообщала:
В мире американской автомобильной индустрии появилось новое изобретение, которому суждено, быть-может, очень скоро завоевать весь мир благодаря его демократическому характеру. Новое изобретение называется «автопедом» и представляет собою карликовый автомобиль; по устройству это — наполовину автомобиль, наполовину... роликовые коньки.

## Галерея

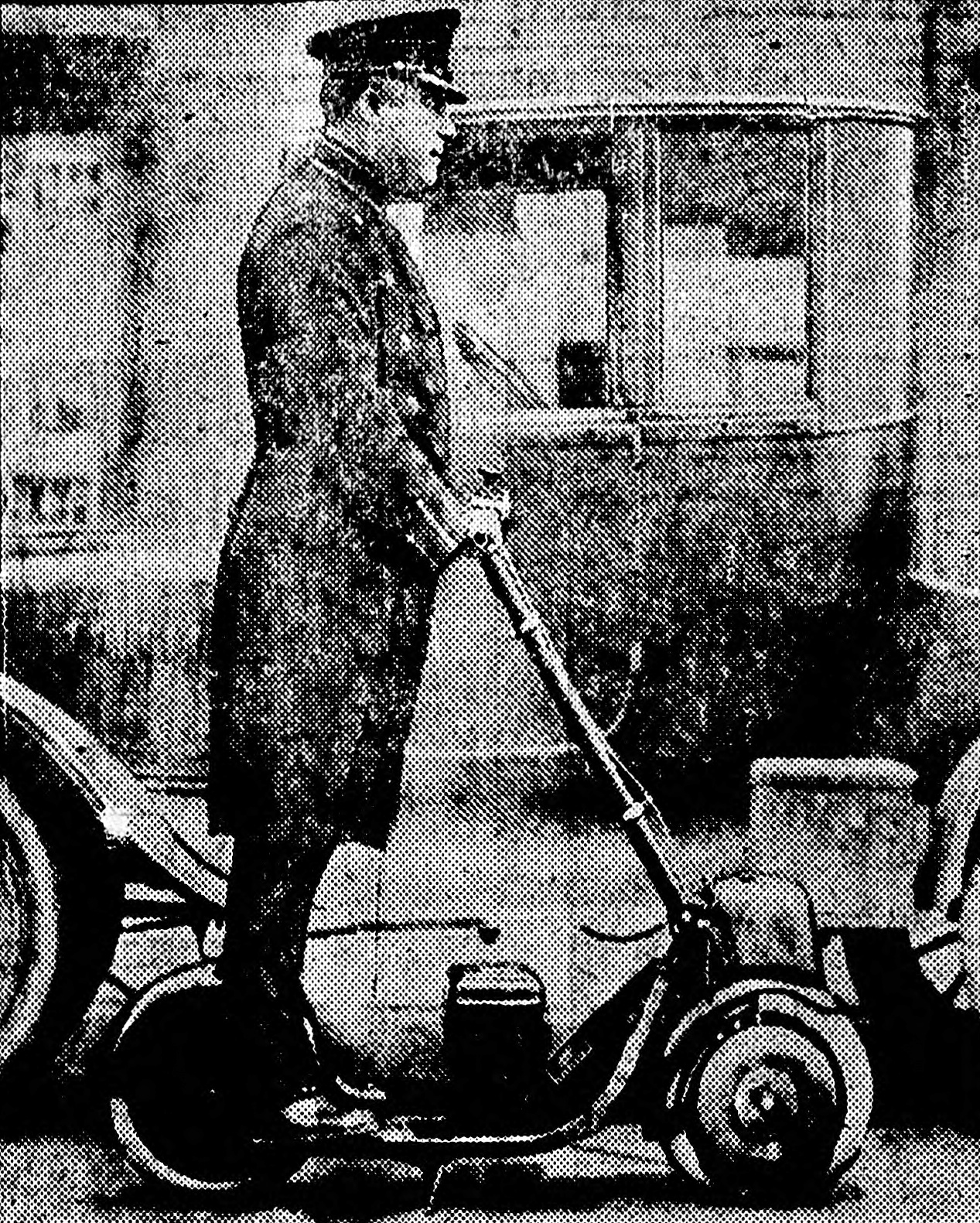
Полицейский на автопеде (1922)
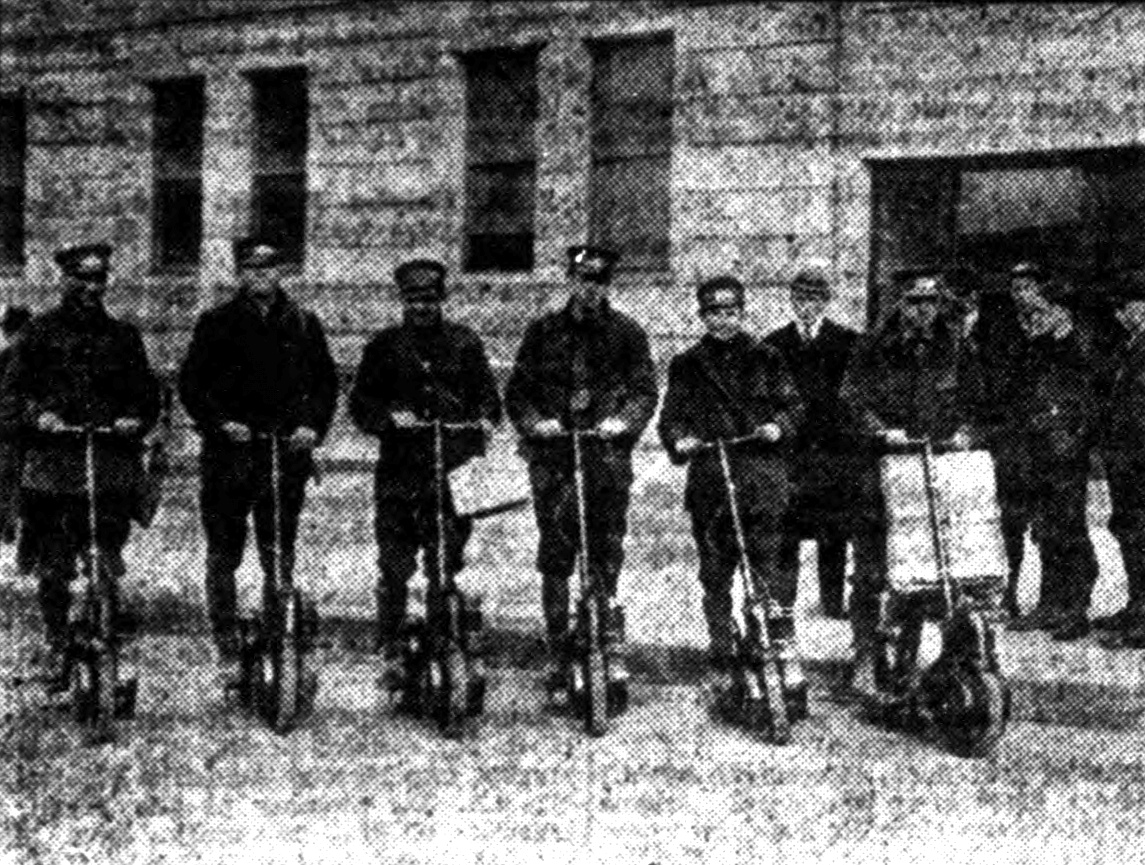
Почтальоны на автопедах (1917)
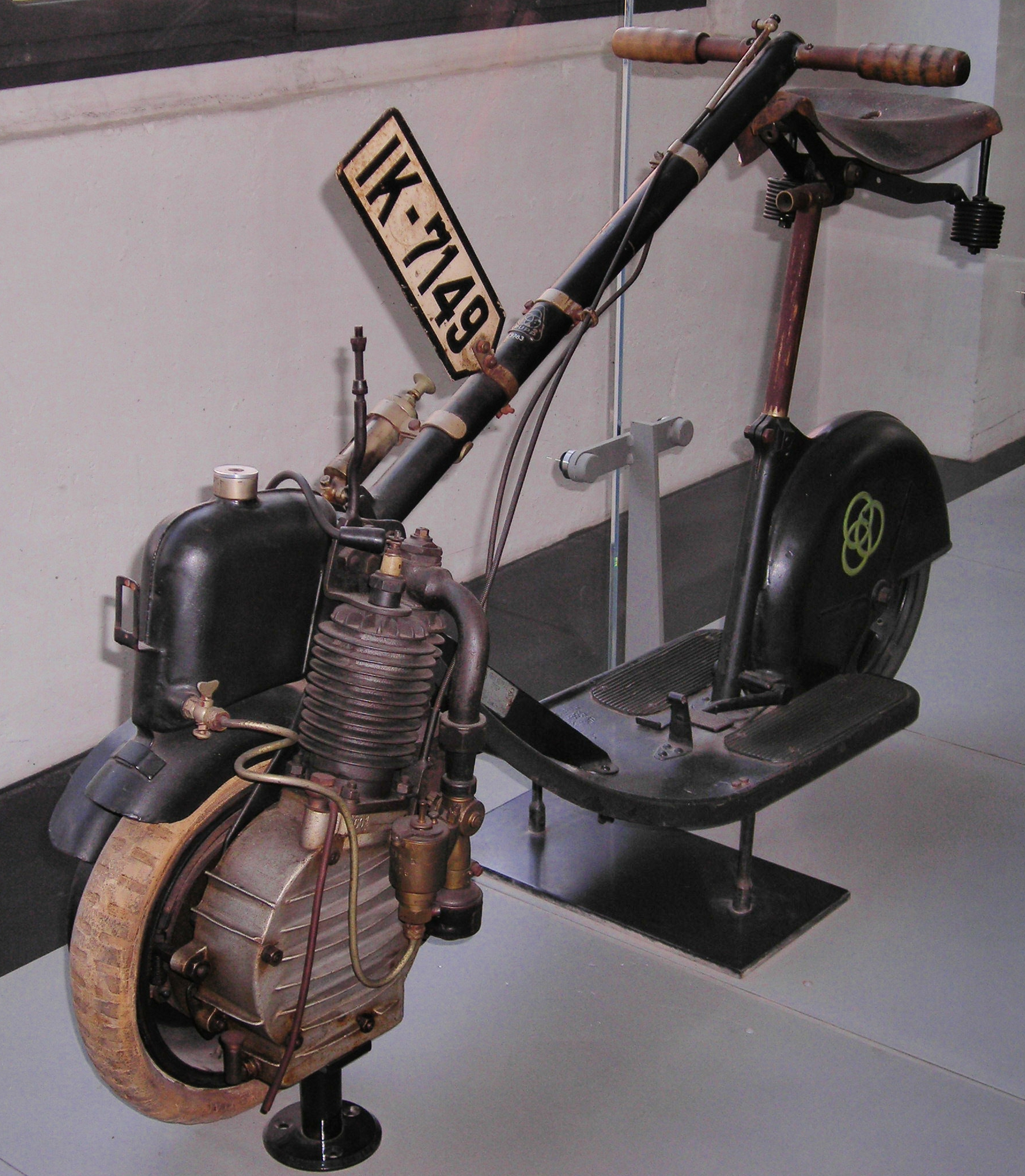
Автопед компании Krupp с сиденьем в полусложенном виде